# Marais del Sale, zones humides périphériques et forêt littorale de Pinia
Marais del Sale, zones humides périphériques et forêt littorale de Pinia este o arie protejată (arie specială de conservare — SAC, sit de importanță comunitară — SCI) din Franța întinsă pe o suprafață de 691 ha, integral pe uscat.

## Localizare
Centrul sitului Marais del Sale, zones humides périphériques et forêt littorale de Pinia este situat la coordonatele 42°01′46″N 9°28′16″E / 42.02944°N 9.47111°E.

## Înființare
Situl Marais del Sale, zones humides périphériques et forêt littorale de Pinia a fost declarat sit de importanță comunitară în iulie 2003 pentru a proteja 1 specie de plante și 10 specii de animale. Situl a fost protejat și ca arie specială de conservare în martie 2008.

## Biodiversitate
Situată în ecoregiunea mediteraneană, aria protejată conține 17 habitate naturale: Pășuni mediteraneene udate de apa mării (Juncetalia maritimi), Tufărișuri halofile mediteraneene și termo-atlantice (Sarcocornetea fruticosi), Dune cu vegetație ierboasă Malcolmietalia, Dune de coastă cu Juniperus spp., Dune împădurite cu Pinus pinea și/sau Pinus pinaster, Galerii și tufărișuri riverane sudice (Nerio-Tamaricetea și Securinegion tinctoriae), Dune de pe litoral fixate cu Crucianellion maritimae, Lagune de coastă, Vegetație anuală la limita mareei, Păduri de pin mediteraneene cu pini mezogeni endemici, Păduri de Quercus ilex și Quercus rotundifolia, Galerii de Salix alba și de Populus alba, Dune cu tufărișuri sclerofile Cisto-Lavenduletalia, Păduri de Quercus suber, Dune mobile de-a lungul țărmului cu Ammophila arenaria („dune albe”), Salicornia și alte specii anuale care populează regiunile mlăștinoase și nisipoase, Dune mobile cu vegetație embrionară.
La baza desemnării sitului se află mai multe specii protejate:
- plante (1): Kosteletzkya pentacarpos
- amfibieni (1): Discoglossus sardus
- mamifere (5): liliac cârn (Barbastella barbastellus), liliac cu aripi lungi (Miniopterus schreibersii), liliac cărămiziu (Myotis emarginatus), liliacul mare cu potcoavă (Rhinolophus ferrumequinum), liliacul mic cu potcoavă (Rhinolophus hipposideros)
- nevertebrate (1): Papilio hospiton
- pești (1): Aphanius fasciatus
- reptile (2): țestoasa de baltă (Emys orbicularis), țestoasă bănățeană (Testudo hermanni)

Pe lângă speciile protejate, pe teritoriul sitului au mai fost identificate 13 specii de plante, 2 specii de amfibieni, 8 specii de mamifere, 1 specie de pești.